# Maculinea australpina
Maculinea australpina är en fjärilsart som beskrevs av Ruggero Verity 1924. Maculinea australpina ingår i släktet Maculinea och familjen juvelvingar. Inga underarter finns listade i Catalogue of Life.